# Margarita Mamunová
Margarita Mamunová (Маргарита Мамун, * 1. listopadu 1995 Moskva) je ruská moderní gymnastka, olympijská vítězka z roku 2016.
Její otec Abdullah Al Mamun pochází z Bangladéše a studoval v Moskvě námořní školu, proto se jí přezdívá „Bengálská tygřice“, matka je Ruska. Její trenérkou byla mistryně světa Amina Zaripovová. V seniorské soutěži se poprvé objevila v roce 2011 a při svém debutu se stala mistryní Ruska, titul dvakrát obhájila. Vyhrála víceboj na Univerziádě 2013 v Kazani, na Evropských hrách 2015 byla první ve cvičení s obručí a druhá ve víceboji. Vyhrála světové finále Grand Prix v letech 2013, 2014 a 2015, na mistrovství Evropy v moderní gymnastice byla členkou vítězného družstva v letech 2013 a 2015, na mistrovství světa v moderní gymnastice získala dvě zlaté medaile v soutěži družstev, pět zlatých ve cvičeních s nářadím a dvakrát stříbro ve víceboji (2014 a 2015). Individuální soutěž na olympiádě 2016 v Rio de Janeiro vyhrála v olympijském rekordu 76,483 bodu. Za olympijské vítězství obdržela Řád přátelství.